# Río Mapocho
El río Mapocho es un cuerpo de agua que fluye por la Región Metropolitana de Santiago y el principal de la ciudad homónima, la capital de Chile. Surge en el cerro El Plomo de la cordillera de los Andes y desemboca en el río Maipo como su principal tributario.
Es de régimen nivo-pluvial, discurre en sentido noreste-suroeste y pasa por dieciséis comunas: Lo Barnechea, Vitacura, Las Condes, Providencia, Recoleta, Independencia, Santiago, Renca, Quinta Normal, Cerro Navia, Pudahuel, Maipú, Padre Hurtado, Peñaflor, Talagante y El Monte.

## Trayecto

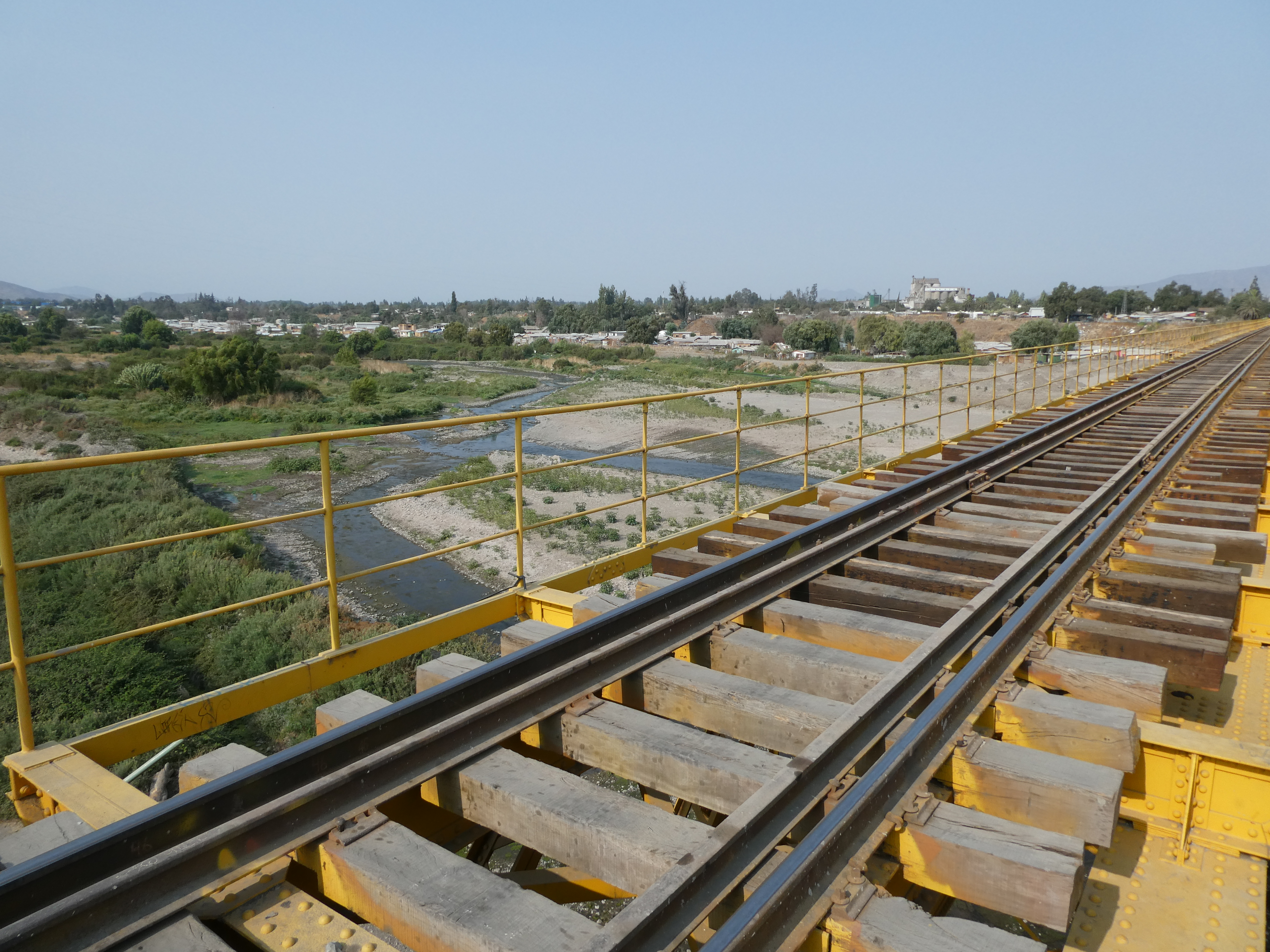
El río Mapocho desde el puente ferroviario de Talagante.

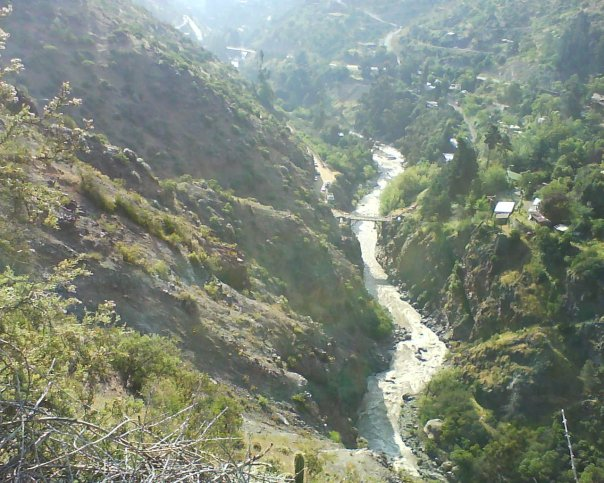
El río bajo el Puente Ñilhue y junto al parque homónimo en Lo Barnechea.

El río surge en el cerro El Plomo, en la unión de los ríos San Francisco y Molina en la localidad de La Ermita en Lo Barnechea. Luego se adentra en la ciudad de Santiago por cerca de 30 kilómetros, donde es bordeado en su ribera norte por la autopista Costanera Norte, así como las avenidas Santa María y Presidente Salvador Allende, y en su ribera sur, por una red de parques, la Avenida Costanera Sur, vías San Josemaría Escrivá de Balaguer, Andrés Bello, Cardenal José María Caro y Presidente Balmaceda, así como el colector Mapocho Urbano Limpio subterráneamente. Comenzando Providencia, lo tributa el canal San Carlos, enturbiándolo por la gran cantidad de sedimento que arrastra. Continúa en dicha comuna y la de Santiago por un canal artificial de hormigón de siete kilómetros de largo, 40 metros de ancho y cinco de profundidad aproximadamente, donde se encuentran 21 de sus 40 puentes capitalinos. En Renca y Quinta Normal posee tres esclusas neumáticas colapsables que abastecen al brazo artificial navegable del Parque de la Familia, luego es cruzado por el puente Gran Envergadura de la Autopista Central, el mayor sobre el río con 1 022 metros de largo. Ya en los límites de la ciudad, el estero Lampa en Pudahuel y el Zanjón de la Aguada en Maipú son los últimos cursos de agua tributarios, antes que el Mapocho se vierta en el río Maipo, en El Monte.

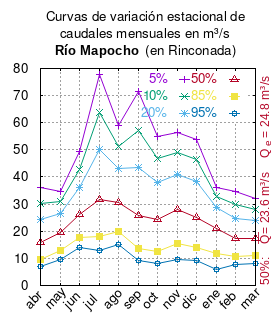
Curvas de variación estacional del río Mapocho en Maipú.

La cuenca superior del río Mapocho (05721) limita al oeste con la del río Olivares, al este con la del estero Colina, y ambas vierten al sur en el río Maipo. Al norte limita con varias subcuencas del río Juncal que vierte en el río Aconcagua. En su cuenca alta (ríos Molina, San Francisco, Yerba Loca, Arrayán) el Mapocho tiene un régimen nivo-pluvial en que predomina la influencia de las nieves, sobre todo en el estero Yerba Loca, pero también las lluvias aportan a su caudal. Los mayores caudales se observan entre noviembre y enero, mientras que los menores ocurren entre marzo y mayo. En su cuenca baja, tras la descarga del río Arrayán, se suma el estero Colina y adquiere un régimen pluvial con gran intervención antrópica. Los mayores caudales se observan en julio y octubre, mientras que el período de menores caudales ocurren entre febrero y abril.

## Caudal y régimen
El río tiene un régimen nivo-pluvial, es decir su caudal tiene sus máximos con las lluvias de invierno (en julio) y con los deshielos cordilleranos de primavera (en noviembre). Su caudal promedio anual puede ser estimado en 24 m³/s y en años normales alcanza un máximo de 30 m³/s, como se ve en el gráfico de curvas de variación estacional, a la derecha.

### Principales afluentes
El río recibe su nombre a partir de la confluencia del Río San Francisco (25 km de longitud) y el río Molina (20 km). Pocos kilómetros después recibe a su derecha aguas del estero Arrayán (17 km), luego por su izquierda del artificial canal San Carlos (26 km). Atraviesa Santiago y recibe aguas a su izquierda del zanjón de la Aguada (27 km). Entre los afluentes de sus afluentes se cuentan el estero Yerba Loca, estero Covarrubias, estero Colina, y muchos otros.

### Puentes notables
Los tres primeros han sido declarados como Monumento Histórico por el Consejo de Monumentos Nacionales.
- Puente peatonal Los Carros
- Puente Purísima
- Puente Vicente Huidobro
- Puente Centenario
- Puente del Arzobispo
- Puente Gran Envergadura
- Puente La Máquina
- Puente peatonal Condell
- Puente Pío Nono

### Red de parques
El río cuenta con parques urbanos integrados a lo largo de su cauce en la ciudad de Santiago, principalmente en su ribera sur. En sentido oeste-este son:
- Cicloparque Mapocho 42K
- Club de Golf Mapocho
- Parque Mapocho Río
- Parque de la Familia
- Parque de Los Reyes
- Parque Forestal
- Plaza Baquedano
- Parque Balmaceda
- Parque Uruguay
- Parque de las Esculturas
- Parque Titanium
- Parque Bicentenario
- Parque Monseñor Escrivá de Balaguer
- Parque Las Rosas
- Plaza San Enrique

## Historia

### Imperio inca
Los incas en el Collasuyo hicieron una intrincada red de canales de regadío a partir del Mapocho. Algunos de estos canales aún funcionan, como el canal de la Pirámide.

### Imperio español

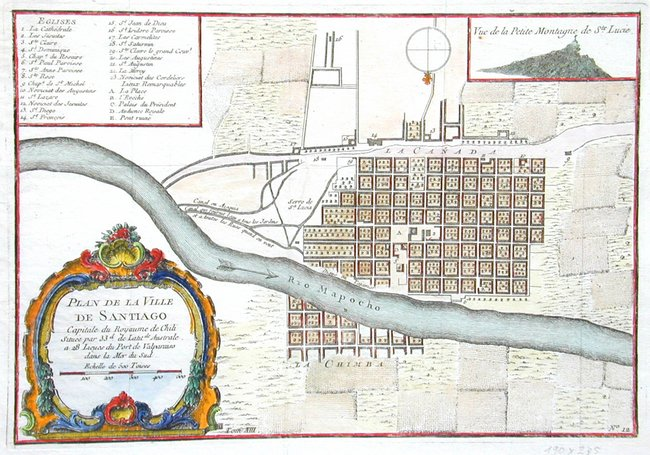
El Mapocho en el ; se aprecia la Cañada, exbrazo del río.

Llegado Pedro de Valdivia al sector en diciembre de 1540 proveniente de la Gobernación de Nueva Castilla, se lo encontró en hambruna por la sequía.  Los promaucaes del sector le habrían recomendado la fundación del poblado en una pequeña isla ubicada entre dos brazos del río junto a un pequeño cerro denominado como Huelén. Investigaciones arqueológicas recientes han desvirtuado esta teoría, y presentando hechos acerca de una ciudad inca presente en las riberas del Mapocho previo a la llegada española sobre la que fundaron la ciudad de Santiago. En enero de 1541 se libra la batalla del río Mapocho entre españoles y picunches liderados por el cacique Michimalonco, la que finaliza con victoria hispana.
A orillas de este río (en su tramo medio) y en una lengua larga de tierra entre dos brazos, junto al cerro Huelén por el lado oeste, se fundó el 12 de febrero de 1541 la ciudad de Santiago (nombre original: Santiago de Nueva Extremadura) por Pedro de Valdivia, que a la postre se convertiría en la capital de Chile. La ceremonia religiosa se realizó en el mismo cerro mencionado.
Como primera descripción registrada, se citan los escritos de Gárnica en 1574:

«El río viene tan grande que no se puede pasar sin gran riesgo y en ecselente caballo por la calle de Santo Domingo y de Santiago de Azoca que van derecho al mar, llenas de agua. Dos ríos pasan por la Plaza Pública, uno por la calle de Pedro Gómez y casa del Cabildo hacia el mar. El otro corre por la calle de la Merced, y tan caudaloso, que llega a la cincha de los caballos, y estuvo por afogar varios yndios que intentaban cruzarlo».
Nicolás de Gárnica, Santiago de Nueva Extremadura, 1574.

Con el correr de los años, la ciudad comenzó a expandirse y en la ribera norte del Mapocho se estableció la zona agrícola de La Chimba (actuales comunas de Recoleta e Independencia).

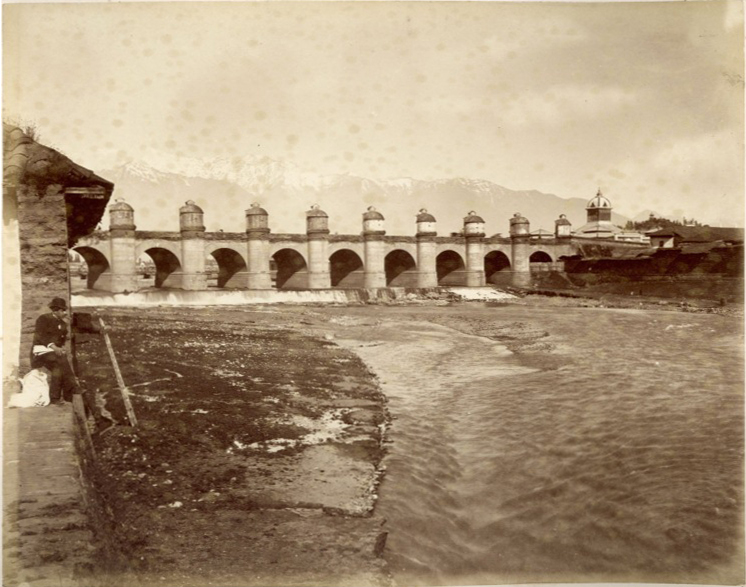
El puente de Cal y Canto en 1860.

En los tiempos de la Colonia, el Mapocho tenía un brazo (cauce minoritario) que se separaba y penetraba a partir de la actual plaza Baquedano hacia el sur para ir a juntarse con el cauce principal mucho más allá del sector de Plaza de la Constitución, dejando una lengua de tierra en lo que hoy ocupa el plano principal del centro de Santiago. Este cauce sur lateral fue suprimido y su caja aluvial rellenada para dar paso primeramente a la avenida La Cañada y luego la llamada Alameda de las Delicias en el siglo XIX, para posteriormente ser renombrada como Avenida Libertador General Bernardo O'Higgins. De todas maneras, hay varios autores que señalan que tal brazo nunca habría sido un brazo del río Mapocho propiamente tal, sino solo un lecho seco que se inundaba cuando el Mapocho desbordaba su cauce natural.
El primer puente santiaguino que se conoció fue el llamado «puente de Palos», que unía la calle Puente con el sector de La Chimba, cuyo uso se extendió por casi 150 años hasta el siglo XVII. Posteriormente, se inició la construcción de una segunda vía sobre el río. El puente de Calicanto fue construido entre 1767 y 1779 sobre el río Mapocho, obra del corregidor Luis de Zañartu. En 1773, bajo el régimen del mismo Zañartu, y debido a las fuertes inundaciones que este río experimenta en invierno, se decidió proteger la ciudad mediante la construcción de tajamares, que se transformaron en un paseo de la clase criolla.

### República de Chile
Francisco Astaburuaga escribió en 1899 en su Diccionario Geográfico de la República de Chile sobre el río:

Mapocho.-—Río del departamento de Santiago. Tiene sus fuentes en la línea culminante de los Andes por los 33º 15' Lat. al NE. de la ciudad de Santiago y corre rápido por entre altas y peladas sierras, recibiendo de las quebradas de esa cordillera cortos arroyos hasta la inmediación de dicha ciudad; siendo los más notables de éstos, por la derecha, los denominados Ñilhues, Arrayán, Bonechea y Gualtatas, y por la margen sur ó izquierda, los de Valenzuela, Duarte, Yerba Loca, Cepo y Las Condes. Atraviesa de E. á O. dicha ciudad de Santiago, canalizado costosamente su lecho en esta parte en 1888 á 1891, mediante el patriótico fomento del Presidente Balmaceda, y cruzado por varios puentes. Tuvo también uno suntuoso de once anchos arcos de piedra labrada, concluido en 1782 y que en una gran avenida invernal quedó destruido el 10 de agosto de 1888. Es de corto caudal, y pasados los últimos confínes occidentales de la misma ciudad, se pierden sus aguas corrientes ordinarias por un largo trecho, al cabo del cual principian á remanecer hasta recobrar el río su propio caudal hacia la inmediación de Pudáuel, donde se le une el riachuelo de Lampa; siguiendo desde aquí su curso hacia el SSO. por la proximidad de las aldeas de Peñaflor y San Francisco del Monte hasta su confluencia con el Maipo por los 33° 43' Lat. y 71º 01' Lon. Mueve varios molinos harineros y otros artificios industriales; riega los campos de sus planas riberas y surte los acueductos que sirven para la limpieza de la capital y para fertilizar sus huertos, A la llegada de los españoles, hallábanse sus márgenes pobladas de indios, en gran parte de la raza antigua peruana, que los primeros cronistas hacen subir á 80,000, y de lo que tomaba la comarca el nombre de tierra de gente (mapu y che) que después siguió aplicándose á sólo el río.

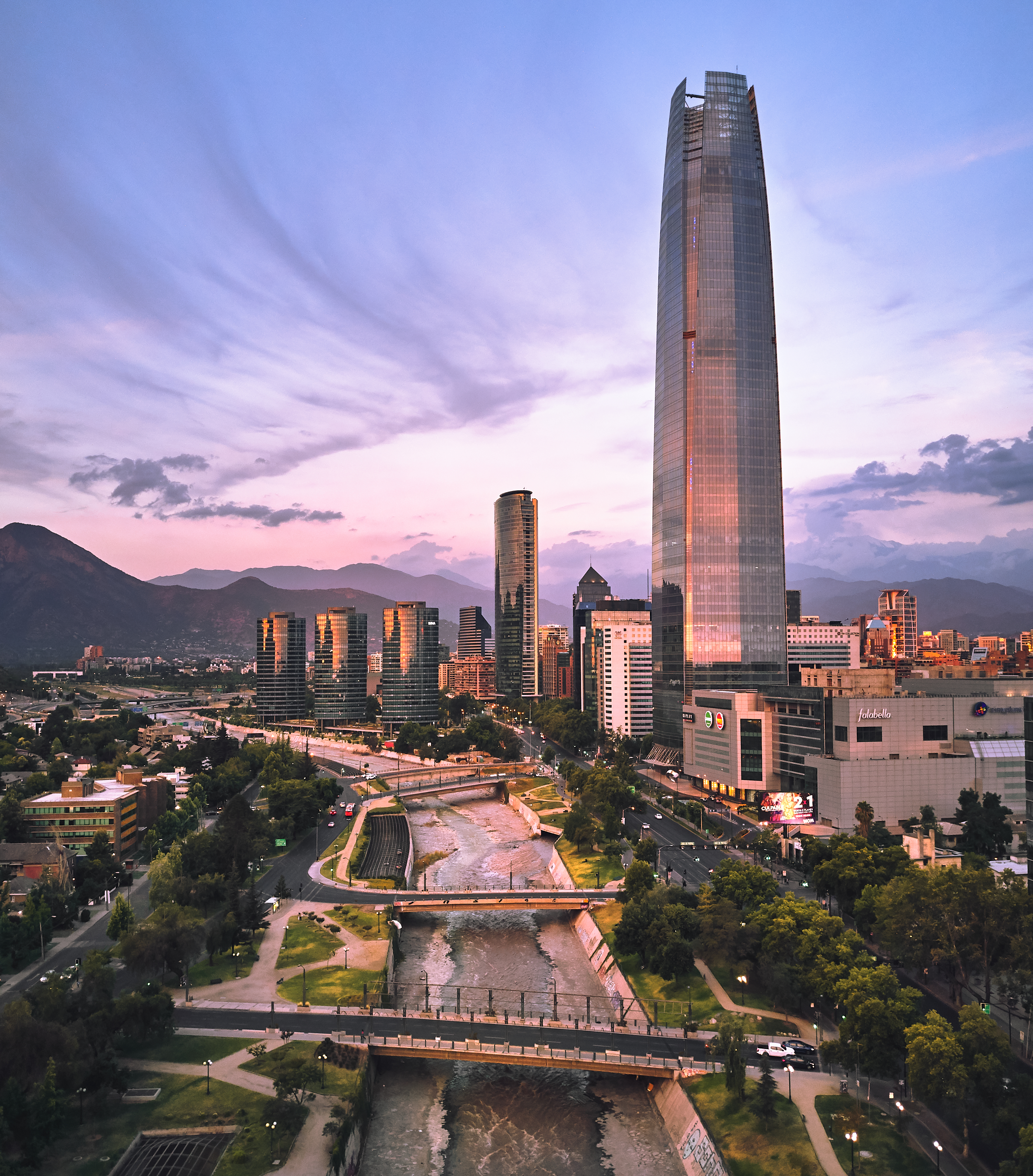
El Mapocho en Sanhattan (2018).

En 1888 durante la administración del presidente de Chile José Balmaceda y gracias a las ganancias fiscales que otorgó el salitre, comenzaron las obras de la primera canalización del río con cerca de dos kilómetros entre las avenidas Vicuña Mackenna y Fermín Vivaceta, dirigidas por el ingeniero de la Universidad de Chile Valentín Martínez, las que finalizaron en 1891. Esto permitió encauzar las crecidas del torrente durante la época invernal y una mejor conectividad entre los sectores norte y centro de la capital, ya que también comenzaron a construirse puentes de acero sin pilares aún en uso, que reemplazaron a los viejos de madera y al de Calicanto. Se rellenaron los lados restantes del lecho original, lo que luego permitió la construcción de la Estación Mapocho y el Parque Forestal al sur.
En el siglo XXI el río está siendo integrado con la capital. El 12 de abril de 2005 fue inaugurada la Autopista Costanera Norte en dicha ribera, pasando bajo el cauce en el tramo canalizado. El 30 de marzo de 2010, el proyecto Mapocho Urbano Limpio, con el cual el río fue liberado de la descarga de más de 4 500 litros por segundo de aguas residuales, hedor y ser fuente de enfermedades, redirigiendo los 21 puntos de vertimiento hacia un colector subterráneo paralelo al cauce de 28,5 kilómetros de extensión y de seis a ocho metros de profundidad en la ribera sur. En 2015 fue inaugurado el Parque de la Familia, donde fue creado un brazo artificial de aguas calmas que permite navegarlo y fueron limpiadas las riberas del sector poniente, retirando basura, escombros, matorrales y arbustos. En los años 2010 está contemplada la construcción en su ribera sur de la Costanera Sur (Santiago oriente) y los proyectos ciclistas Cicloparque Mapocho 42K y Paseo fluvial Río Mapocho, respectivamente fuera y dentro de su lecho.

## Desbordes
El río Mapocho, siendo afluente en la cuenca del río Maipo, se encuentra sujeto a los grandes caudales que surgen a partir de la naturaleza pluvial de la cuenca, la cual puede recibir en algunos casos hasta 100 mm de precipitaciones diarios. Este aumento de precipitaciones es uno de los mayores causantes de las crecidas históricas del río.
Desde el asentamiento español en la cuenca, existen muchos registros de eventos en los cuales el río Mapocho se ha desbordado, anegando la ciudad de Santiago. El registro más antiguo se remonta a 1544, en el cual la época de invierno en la zona genera lluvias tan fuertes que producen los desbordes del río Mapocho y el río Maipo. El segundo mayor evento registrado ocurre del 20 al 22 de julio de 1574, en la cual las grandes precipitaciones y nevazones producen crecidas del río Mapocho que generan la destrucción del puente que comunicaba Santiago con el sur del país, la muerte de indígenas y el arrase de casas y paredes que se encontraban en el Santiago colonial. En 1581 ocurre otro desborde del río En 1597 se producen lluvias que causan las muertes de un considerable número de personas.
Durante el siglo XVII, se registran desbordes y daños a la ciudad de Santiago en 1607; abril, mayo y junio de 1609 llamada "gran aluvión de
Pentecostés de 1609", produjeron una gran plaga de ratones, un importante número de fallecidos y la construcción de los primeros tajamares en el río. Posteriormente ocurren inundaciones en 1618, 1647, 1650, 1683, 1686; 1687 y 1688 fueron años con crecidas lo suficientemente grandes como para destruir parte de los originales tajamares del río, mientras que otra sección de estos fueron arrasados el 17 y 18 de noviembre de 1694. Además de un lluvioso invierno en 1697.
A partir del siglo XVIII, los cronistas de la época describen los desbordes del río Mapocho en los años 1722, mayo de 1723, 1743, 1744, 1745, 1746. En 1748 las lluvias fueron tan fuertes que los cauces secos de "[la] Cañada, la Cañadilla [se anegaron, así como] las calles de las Ramadas, de San Pablo y de las Rosas" y terminan por colapsar los originales tajamares del río llevando al gobierno de la época a construir los segundos tajamares. Otros eventos ocurrieron en 1764, 1779-1780, entre el 3 y 16 de junio de 1783 ocurre la "Avenida Grande" en la cual se sufrieron las crecidas más grandes desde la fundación de Santiago, en las cuales la zona baja de Santiago quedó totalmente anegada.
Posteriormente, ocurren fuertes precipitaciones en 1817, 1819, 1820, 1821, el 4 de junio de 1827 y el 12 de mayo de 1837, finales de junio de 1850, en 1862 parte de los tajamares fueron derribados debido a la crecida del río, el 3 de agosto de 1873, el invierno de 1877 que llevó al "Gran Aluvión" del 14 de julio. El Mapocho se desborda también en 1888, 1899 y 1900.
En el siglo XX, el río se desborda dos veces durante 1912, la primera vez el 18 de mayo y la segunda el 9 de junio, produciendo graves daños al parque centenario inaugurado en 1910. Además se registran desbordes del río en 1926, 1934, 1941, 1953, 1982, 1986 y 1987. Particularmente el desborde del río Mapocho del 25 de junio de 1982 producto del temporal de Santiago produjo un gran impacto social debido a la transmisión en vivo por televisión.
El último gran desborde que ha sufrido el río Mapocho fue a causa del Temporal de Chile de 2016, en el cual parte de las comunas de Providencia, Las Condes y Santiago quedaron anegadas durante el 17 de abril, afectando principalmente a la costanera Andrés Bello, la avenida Providencia, el centro de Santiago, y generando el cierre de la estación Pedro de Valdivia del Metro de Santiago, así como sótanos de edificios y los estacionamientos subterráneos del Costanera Center. Acorde a la Contraloría de Chile, el Ministerio de Obras Públicas de Chile tuvo responsabilidades de este desborde y posteriores inundaciones.

## Actividades

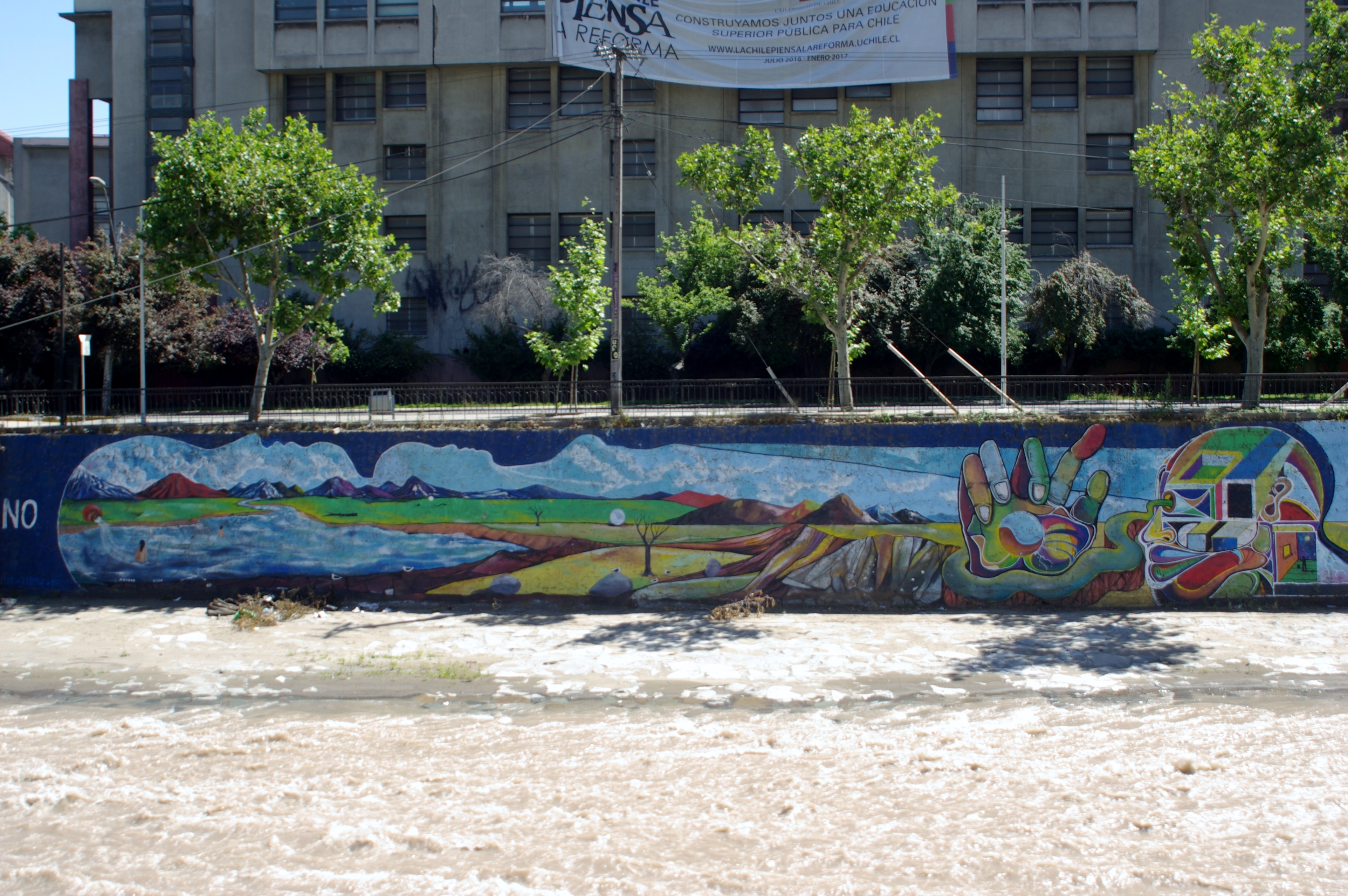
Mural del concurso.

### La Puerta del Sur
Es un festival de arte urbano anual fundado por el pintor chileno Alejandro González en 2016 que reúne a artistas nacionales y extranjeros quienes pintan murales sobre las paredes del tramo canalizado del río en Providencia. Su objetivo es instalar obras artísticas, urbanas y públicas de gran calidad estética a través de la gestión de un espacio de encuentro en Chile, así como mediante procesos de creación abiertos para que la comunidad pueda ser testigo y partícipe del diseño y montaje de las obras, produciendo una alta identificación con ellas y un sentido de arraigo desde los territorios intervenidos.

### Mapocho Río Arriba
Es una carrera a pie anual por el lecho del río organizada por la Fundación Astoreca y la empresa Aguas Andinas, inaugurada en 2014. Es realizada en otoño cuando tiene un caudal bajo y en diez kilómetros de trayecto con la modalidad campo a través en sentido poniente-oriente entre los puentes Pío Nono y Lo Curro, en las comunas de Providencia y Vitacura. Los corredores deben ser mayores de 18 años y gozar de buena salud. La organización entrega un kit de competición y dispone de equipos de rescate y/o apoyo apostados cada un kilómetro. Su objetivo es reunir fondos para la fundación mencionada, que cuenta con colegios gratuitos en comunas vulnerables de la región.

### Museo Arte de Luz

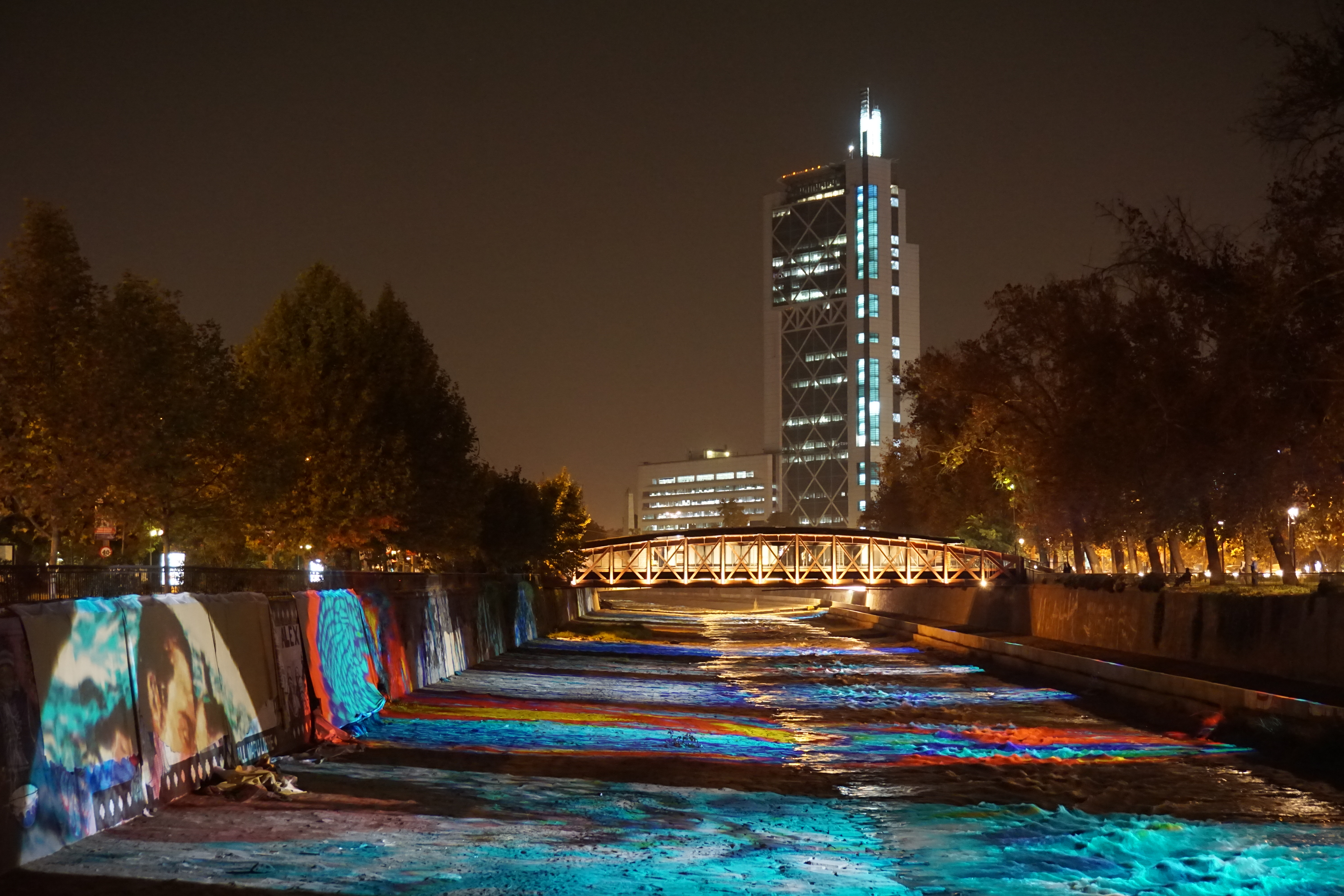
La exposición activa. Al fondo está la Torre Telefónica.

Es un proyecto del Legado Bicentenario inaugurado el 18 de enero de 2011, organizado por la Municipalidad de Santiago, financiado por el Grupo Enersis, patrocinado por la Comisión Bicentenario y el Consejo de Monumentos Nacionales y como una iniciativa de la artista visual chilena Catalina Rojas, que consiste en una plataforma artística nocturna y gratuita de proyección de pinturas sobre el lecho y muros del río de forma periódica por temática. Posee un kilómetro de extensión entre los puentes Patronato y Pío Nono en las comunas de Santiago y Recoleta. Cuenta con 26 proyectores fijos con cuatro globos cada uno instalados en la ribera sur, lo que da un total de 104 imágenes de diapositivas de pinturas digitalizadas. Fue el primer río del planeta iluminado con arte.

## En la cultura popular

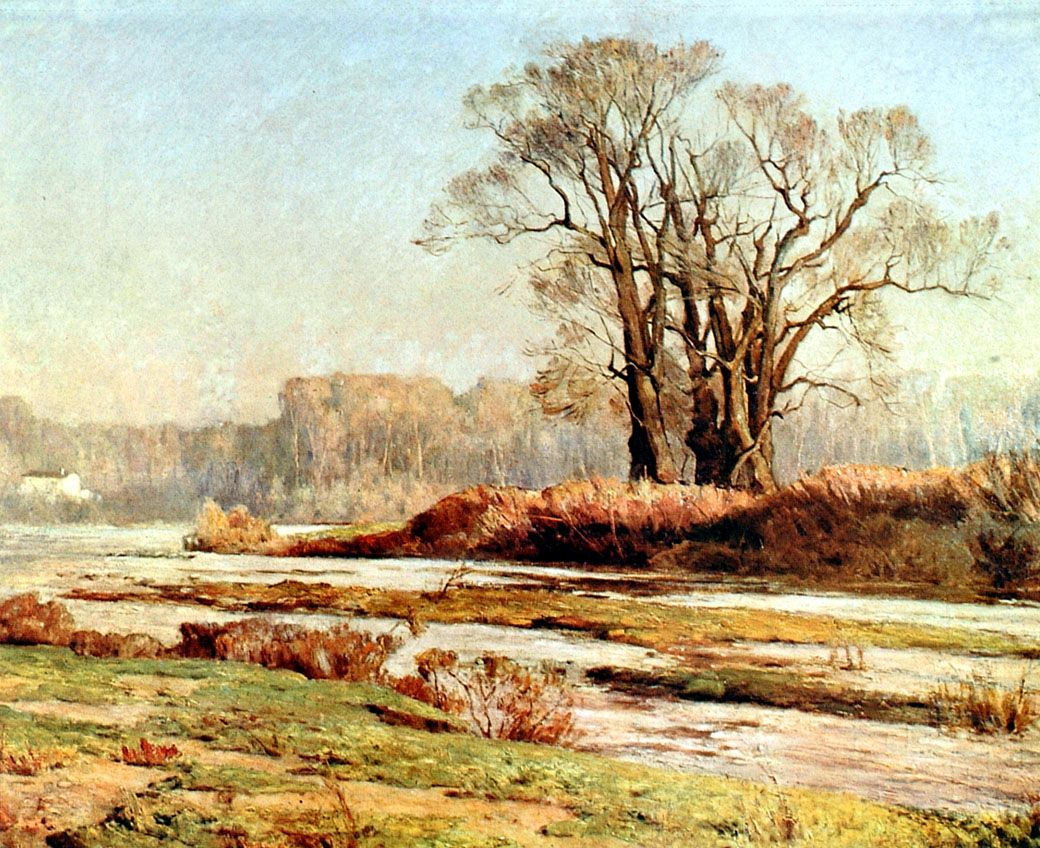
Riberas del Mapocho (1910), óleo de Alberto Valenzuela.

El poeta Pablo Neruda incluyó la Oda al Invierno del Río Mapocho en su libro Canto general en 1950. El músico Víctor Jara lo nombra en la canción «En el río Mapocho» (1972). En 1987 en la carta que Ángel Parra le dedicó a Jara, se habla del «río Mapocho ensangrentado» a raíz de los numerosos asesinados durante la dictadura militar chilena que aparecían flotando en el río. El poema de Renato Gómez Oda al río Mapocho fue premiado con primera mención en la categoría Poesía en el undécimo Concurso literario para el adulto mayor de la Municipalidad de Las Condes en 2008.
El pintor italiano, Giovatto Molinelli, pinta cerca de 1855 el cuadro «Vista de los Tajamares del Mapocho»; mientras que el pintor chileno Carlos Wood pinta en algún momento de la segunda mitad del siglo XIX el óleo «Vista de tajamar con una de las bajadas al lecho del río Mapocho». Alberto Valenzuela pinta en 1910 el cuadro «Riveras del Mapocho», mientras que el pintor nacional Rafael Correa crea el cuadro «La canalización del Río Mapocho», actualmente ubicado en el Museo Histórico Nacional.
Durante la edición de 2021 del Festival Internacional Santiago a Mil, el artista chileno Iván Navarro instaló en la ribera del río su instalación llamada «Un río de sangre», que es un homenaje a las "víctimas de la violencia estatal" durante el estallido social y a los más de 17 mil fallecidos en Chile debido a la pandemia de COVID-19 que afectó al país.
El padre Alberto Hurtado, bajando por las orillas del río, buscaba debajo de los puentes del Mapocho a niños y ancianos para llevarlos en su camioneta verde al Hogar de Cristo. A su vez, Roberto Parra, en su cueca «La vida que yo he pasado», inicia con una mención al río, cantando «En un puente del Mapocho», sin especificar su nombre.
Debido a que el río es uno de los ejes centrales de la ciudad de Santiago desde su asentamiento, muchos hitos urbanos fueron apareciendo a través del tiempo, como son la estación Mapocho, el Mercado central de Santiago, la Vega Central y el Mercado de Abasto Tirso de Molina, el Museo Nacional de Bellas Artes; centros educacionales y de investigación como la Facultad de Derecho de la Universidad de Chile y el Instituto de Higiene; además de paseos y áreas verdes como la plaza Baquedano, el Parque Forestal, el Parque de los Reyes y el reciente Parque de la Familia.